# Paul Deneau Trophy
Paul Deneau Trophy var ett årligt pris i World Hockey Association som gavs till ligans störste gentleman under säsongen. Namnet på trofén kommer från grundaren av ishockeyklubben Dayton Arrows (senare Houston Aeros), Paul Deneau.

## Vinnare 1973-1979
| Säsong    | Spelare           | Lag                                             |
| --------- | ----------------- | ----------------------------------------------- |
| 1972/1973 | Ted Hampson       | Minnesota Fighting Saints                       |
| 1973/1974 | Ralph Backstrom   | Chicago Cougars                                 |
| 1974/1975 | Mike Rogers       | Edmonton Oilers                                 |
| 1975/1976 | Václav Nedomanský | Toronto Toros                                   |
| 1976/1977 | Dave Keon         | Minnesota Fighting Saints / New England Whalers |
| 1977/1978 | Dave Keon         | New England Whalers                             |
| 1978/1979 | Kent Nilsson      | Winnipeg Jets                                   |